# Ricosende
Ricosende es un lugar situado en la parroquia de Soutadoiro, del municipio de Carballeda de Valdeorras, en la provincia de Orense, Galicia, España.